# Episodi de Il Piccol'orso

Il titolo della serie dalla sigla iniziale

Questa è la lista degli episodi de Il Piccol'orso, serie animata prodotta da John B. Carls Productions Inc., Wild Things Productions, Nelvana Limited e Hong Guang Animation e composta da cinque stagioni.

## Stagioni
| N° | Numero stagione | Episodi | Trasmissione originale | Trasmissione originale |
| -- | --------------- | ------- | ---------------------- | ---------------------- |
| 1  | Stagione 1      | 15      | 6 novembre 1995        | 27 febbraio 1996       |
| 2  | Stagione 2      | 14      | 24 settembre 1996      | 13 gennaio 1997        |
| 3  | Stagione 3      | 13      | 14 settembre 1997      | 23 gennaio 1998        |
| 4  | Stagione 4      | 10      | 4 settembre 1998       | 10 aprile 2000         |
| 5  | Stagione 5      | 13      | 20 dicembre 2001       | 7 novembre 2003        |

### Prima stagione (1995-96)
| nº | Titolo italiano                                                                            | Titolo inglese                                                                        | Prima TV USA     | Prima TV Italia |
| -- | ------------------------------------------------------------------------------------------ | ------------------------------------------------------------------------------------- | ---------------- | --------------- |
| 1  | Quali vestiti indosserà Orsetto? Giochiamo a nascondino Orsetto va sulla Luna              | What Will Little Bear Wear? Hide and Seek Little Bear Goes to the Moon                | 6 novembre 1995  |                 |
| 2  | Il minestrone di compleanno L'orsetto polare Si va a pesca                                 | Birthday Soup Polar Bear Gone Fishing                                                 | 13 novembre 1995 |                 |
| 3  | Sveglio per tutta la notte Orsetto fa il bagno Papà Orso torna a casa                      | Up All Night Little Bear's Bath Father Bear Comes Home                                | 20 novembre 1995 |                 |
| 4  | Orsetto ha l'influenza Gli esploratori A pesca con Papà Orso                               | A Flu Exploring Fishing with Father Bear                                              | 27 novembre 1995 |                 |
| 5  | I desideri di Orsetto L'ombra di Orsetto Un regalo per Mamma Orsa                          | Little Bear's Wish Little Bear's Shadow A Present for Mother Bear                     | 4 dicembre 1995  |                 |
| 6  | Orsetto va a casa dei nonni Una giornata con Nonno Orso Robin, il pettirosso di Mamma Orsa | To Grandmother's House Grandfather Bear Mother Bear's Robin                           | 11 dicembre 1995 |                 |
| 7  | Orsetto ha il singhiozzo Una gita con Papà Orso Il Monte Budino                            | Hiccups Date with Father Bear Pudding Hill                                            | 18 dicembre 1995 |                 |
| 8  | Orsetto e la sirena Le frittelle volanti di Papà Orso Le maracas                           | Little Bear's Mermaid Father's Flying Flapjacks Maracas                               | 8 gennaio 1996   |                 |
| 9  | La fotografia di famiglia La nuova amica di Orsetto Emily va a trovare Orsetto             | A Family Portrait Little Bear's New Friend Emily's Visit                              | 15 gennaio 1996  |                 |
| 10 | Oca fa la Baby Sitter Il gruppo musicale di Orsetto Lo stagno delle rane salterine         | Duck, Baby Sitter Little Bear's Band Hop-Frog Pond                                    | 22 gennaio 1996  |                 |
| 11 | Orsetto e il vento La storia dello gnomo Orsetto non è stanco                              | Little Bear and the Wind The Goblin Story Not Tired                                   | 29 gennaio 1996  |                 |
| 12 | La soffitta del nonno L'uovo di Orsetto Una festa a casa del gufo                          | Grandfather's Attic Little Bear's Egg Party at Owl's House                            | 6 febbraio 1996  |                 |
| 13 | Si recita la danza della pioggia Il tuo amico Orsetto È autunno cadono i sogni             | The Rain Dance Play Your Friend, Little Bear Fall Dream                               | 13 febbraio 1996 |                 |
| 14 | Il grande mago Il dottor Orsetto Orsetto diventa "grande"                                  | Little Bear the Magician Doctor Little Bear Bigger Little Bear                        | 20 febbraio 1996 |                 |
| 15 | In viaggio verso le stelle La sorpresa di Orsetto Orsetto e il Polo Nord                   | Little Bear's Trip to the Stars Little Bear's Surprise Little Bear and the North Pole | 27 febbraio 1996 |                 |

### Seconda stagione (1996-97)
| nº | Titolo italiano                                                         | Titolo inglese                                                          | Prima TV USA      | Prima TV Italia |
| -- | ----------------------------------------------------------------------- | ----------------------------------------------------------------------- | ----------------- | --------------- |
| 16 | Il nuovo amico di Orsetto Il campeggio Un palloncino per Emily          | Little Bear Meets No Feet The Campout Emily's Balloon                   | 24 settembre 1996 |                 |
| 17 | La scorciatoia Una giornata storta Capitan Orsetto                      | Cat's Short Cut Little Bear's Bad Day Captain Little Bear               | 1º ottobre 1996   |                 |
| 19 | Una casa per Emily Arriva Emily La torta scomparsa                      | Building a House for Emily Emily Returns Little Sherlock Bear           | 8 ottobre 1996    |                 |
| 19 | Il dentino di Orsetto Una giornata di pioggia Orsetto pasticcere        | Little Bear's Tooth Little Red Riding Hood Little Bear and the Cupcakes | 15 ottobre 1996   |                 |
| 20 | La battaglia a palle di neve Il solstizio d'inverno Bloccati dalla neve | Snowball Fight Winter Solstice Snowbound                                | 22 ottobre 1996   |                 |
| 21 | L'orto fantastico Il principe Orsetto Il ritratto di famiglia           | Little Bear's Garden Prince Little Bear A Painting for Emily            | 5 novembre 1996   |                 |
| 22 | Seguite il capo Orsetto "Spaventacorvi" Orsetto Baby Sitter             | Follow the Leader Little Scarecrow Bear Little Bear and the Baby        | 12 novembre 1996  |                 |
| 23 | Un pomeriggio sul fiume L'aquilone La notte della Luna piena            | Rafting on the River Little Bear's Kite Night of the Full Moon          | 19 novembre 1996  |                 |
| 24 | I bravi pulcini La partita di baseball Lucy sta bene                    | Auntie Hen Play Ball Lucy's Okay                                        | 26 novembre 1996  |                 |
| 25 | I veri amici La festa dei mirtilli Lucy ha un nuovo amico               | Between Friends The Blueberry Picnic Lucy Needs a Friend                | 2 dicembre 1996   |                 |
| 26 | L'allegro picnic La passeggiata di Orsetto Un'amica segreta             | Picnic on Pudding Hill Little Bear's Walkabout Secret Friend            | 9 dicembre 1996   |                 |
| 27 | Gufo e i vicini rumorosi Una scuola per lontre Le pulizie di primavera  | Owl's Dilemma School for Otters Spring Cleaning                         | 16 dicembre 1996  |                 |
| 28 | Il ritorno di Mighty Arriva Mitzi Il tappeto volante di Granny          | A Whale of a Tale Mitzi Arrives Granny's Old Flying Rug                 | 6 gennaio 1997    |                 |
| 29 | Orsetto canta una canzone Una casa per Mitzi Sugli alberi               | Little Bear Sing a Song A House for Mitzi Up a Tree                     | 13 gennaio 1997   |                 |

### Terza stagione (1997-98)
| nº | Titolo italiano                                                              | Titolo inglese                                                 | Prima TV USA      | Prima TV Italia |
| -- | ---------------------------------------------------------------------------- | -------------------------------------------------------------- | ----------------- | --------------- |
| 30 | La camicia da notte di papà Come spaventare i fantasmi Cercando la primavera | Father Bear's Nightshirt How to Scare Ghosts Search for Spring | 14 settembre 1997 |                 |
| 31 | Il piccolo mostro di Mitzi Simon dice La crema di mele                       | Mitzi's Little Monster Simon Says Applesauce                   | 21 settembre 1997 |                 |
| 32 | Un Baby Sitter per Orsetto Sulla cima del mondo La Luna nel secchio          | The Big Bear Sitter The Top of the World The Campfire Tale     | 27 settembre 1997 |                 |
| 33 | Alla ricerca del miele Il messaggio nella bottiglia Quel golosone di Orsetto | Out of Honey Message in a Bottle Little Bear's Sweet Tooth     | 7 ottobre 1997    |                 |
| 34 | Dov'è andata Lucy? Un budino per il mostro Sotto le coperte                  | Where Lucy Went Monster Pudding Under the Covers               | 15 ottobre 1997   |                 |
| 35 | I biscotti allo zenzero Le biglie Guerra in giardino                         | Gingerbread Cookies Marbles The Garden War                     | 21 ottobre 1997   |                 |
| 36 | Il gomitolo rosso Il baule delle meraviglie Oca ti presento Orsetto          | The Red Thread Princess Duck Little Bear Meets Duck            | 30 ottobre 1997   |                 |
| 37 | La collezione Passi di danza Chi sono io?                                    | Mother Nature Dance Steps Who Am I?                            | 5 novembre 1997   |                 |
| 38 | Il compleanno di Emily La grande gara Un circo per Tutù                      | Emily's Birthday The Great Race Circus for Tutu                | 11 novembre 1997  |                 |
| 39 | Il grillo intelligente Foglie La scopa laboriosa                             | Clever Cricket Leaves Big Bad Broom                            | 17 novembre 1997  |                 |
| 40 | La Collina del Cuscino Casta Diva L'aiutante di Papà Orso                    | Pillow Hill Diva Hen Father Bear's Little Helper               | 9 gennaio 1998    |                 |
| 41 | Io sarò te e tu sarei me La gola infiammata Il saltatore di pozzanghere      | I'll Be You, You'll Be Me Frog In My Throat The Puddle Jumper  | 16 gennaio 1998   |                 |
| 42 | L'oro del bagno La prima nevicata Che disordine!                             | Family Bath Time Winter Wonderland Mitzi's Mess                | 23 gennaio 1998   |                 |

### Quarta stagione (1998-2000)
| nº | Titolo italiano                                                                   | Titolo inglese                                                    | Prima TV USA      | Prima TV Italia |
| -- | --------------------------------------------------------------------------------- | ----------------------------------------------------------------- | ----------------- | --------------- |
| 43 | Serenata al chiaro di Luna I bruchi La notte dei folletti                         | Moonlight Serenade Caterpillars Goblin Night                      | 4 settembre 1998  |                 |
| 44 | A dormire da Orsetto Castelli di sabbia Buon anniversario                         | Sleep Over Sand Castle Happy Anniversary                          | 13 settembre 1998 |                 |
| 45 | Pesce d'aprile Gomme da masticare Il bottone della mamma                          | The April Fool Balloonheads Mother Bear's Button                  | 19 settembre 1998 |                 |
| 46 | Orsetto e la barca da ghiaccio La cerbiatta Orsetto è invisibile                  | Little Bear and the Ice Boat Baby Deer Invisible Little Bear      | 26 settembre 1998 |                 |
| 47 |                                                                                   | Valentines Day Thinking of Mother Bear I Spy                      | 14 febbraio 1999  |                 |
| 48 | Piuma blu Il mostro del tuono Un'ottima zuppa d'oca                               | Blue Feather Thunder Monster Duck Soup                            | 15 maggio 1999    |                 |
| 49 | Una puzzola tutta bianca La festa dalla mamma Impronte sulla neve                 | Little White Skunk Mother's Day Little Footprint                  | 16 maggio 1999    |                 |
| 50 | Gli amici dei giorni di pioggia Lo gnomo Orsetto Picnic sulla Luna                | Rainy Day Friends Little Goblin Bear Picnic on the Moon           | 30 maggio 1999    |                 |
| 51 | Orsetto e il mostro marino La sfilata dei cappelli Alla ricerca di Orso Pescatore | Little Bear and the Sea Monster Hat Parade Finding Fisherman Bear | ?                 |                 |
| 52 |                                                                                   | The Painting The Kiss The Wedding                                 | 10 aprile 2000    |                 |

### Quinta stagione (2001-03)
| nº | Titolo italiano                                                            | Titolo inglese                                                                     | Prima TV USA     | Prima TV Italia |
| -- | -------------------------------------------------------------------------- | ---------------------------------------------------------------------------------- | ---------------- | --------------- |
| 53 | Ho perso il Quack! La Luna storta Detective Orsetto                        | Duck Loses Her Quack Feathers in a Bunch Detective Little Bear                     | 20 dicembre 2001 |                 |
| 54 | Il cielo sta cadendo La festa del papà Una battuta di pesca                | The Sky is Falling Father's Day Fisherman Bear's Big Catch                         | 19 aprile 2002   |                 |
| 55 | Il piumino dei desideri La salsiera Esattamente...                         | The Dandelion Wish The Broken Boat Duck Takes the Cake                             | 7 maggio 2002    |                 |
| 56 | La limonata magica Ritratti da sciocchino Buonanotte Orsetto               | Magic Lemonade Silly Billy Good Night, Little Bear                                 | 7 febbraio 2003  |                 |
| 57 | Primo gelo Arriva la neve La Luna d'inverno                                | First Frost Hello Snow Duck and the Winter Moon                                    | 14 marzo 2003    |                 |
| 58 | Orsetto parla da solo Da chi ho preso? Signor Nessuno                      | Little Bear Talks to Himself Who Do I Look Like? Mister Nobody                     | 11 aprile 2003   |                 |
| 59 | Lo so fare Orsetto pifferaio magico La grande altelena                     | I Can Do That Pied Piper Little Bear The Big Swing                                 | 22 aprile 2003   |                 |
| 60 | Lo spettacolo più straordinario Orsetto fortunato La storia inventata      | The Greatest Show in the World Lucky Little Bear Little Bear's Tall Tale           | 28 aprile 2003   |                 |
| 61 | Il giorno al contrario Il desiderio sulla stella Mostro assonnato          | Opposites Day Wish Upon a Star Sleepy Head Monster                                 | 30 aprile 2003   |                 |
| 62 | L'albero preferito Qualcosa di vecchio, qualcosa di nuovo Tra un momentino | Little Bear's Favorite Tree Something Old, Something New In A Little While         | 5 maggio 2003    |                 |
| 63 | Ci siamo persi Orsettino La grande pesca di Oca                            | We're Lost Little Little Bear Duck's Big Catch                                     | 9 maggio 2003    |                 |
| 64 | Orsetto spaventa tutti Quello che è scappato via Dove sono le matite?      | Little Bear Scares Everyone The One That Got Away Where Are Little Bear's Crayons? | 2001             |                 |
| 65 |                                                                            | How to Love a Porcupine A Houseboat for Duck How Little Bear Met Owl               | 7 novembre 2003  |                 |